# Karol Bogumił Stolzman
Karol Bogumił Stolzman pseudonim Bogumir (ur. 1793 w Warszawie, zm. 18 września 1854 w Millon w Wielkiej Brytanii) – działacz demokratyczny, oficer artylerii w powstaniu listopadowym, członek Towarzystwa Patriotycznego. Podczas swej emigracji we Francji związany z Joachimem Lelewelem. Należał do związku karbonariuszy. W 1833 roku był szefem sztabu Hufca Świętego, złożonego z polskich emigrantów, próbujących przez Szwajcarię bezskutecznie nieść pomoc powstaniu we Frankfurcie. Był również współzałożycielem organizacji Młoda Polska. W latach 1844-1845 członek Zjednoczenia Emigracji Polskiej. W roku 1846 wstąpił do TDP. Był również teoretykiem powstańczej wojny partyzanckiej, czego wynikiem była wydana w roku 1844 publikacja „Partyzantka, czyli wojna dla ludów powstających najwłaściwsza"
W 1834 roku skazany przez władze rosyjskie na powieszenie za udział w powstaniu listopadowym.

## Prace
- Karol Stolzman: Partyzantka czyli Wojna dla ludów powstających najwłaściwsza. Paryż ; Lipsk ; Poitiers: 1844, s. 239. OCLC 1030547928.